# Granite Mountains
De Granite Mountains is een kleine bergketen in San Bernardino County in Californië. Het bevindt zich op de grens van de Mojavewoestijn. De keten loopt van de Granite Pass tot de Budweiser Wash.
Eén van de opvallendste rotsformaties in het Mojave National Preserve ligt in de Granite Mountains. Deze rotsen kunnen zeer uiteenlopende vormen hebben waaronder die van een punt. Sommige rotsen zijn ook gelegen op een heuvel. De meeste rotsen in de Mojavewoestijn zijn zo'n 80 tot 180 miljoen jaar oud.